# استانیسلاو موسکوین
استانیسلاو موسکوین (روسی: Станислав Васильевич Москвин؛ زادهٔ ۱۹ ژانویهٔ ۱۹۳۹) ورزشکار دوچرخه‌سواری پیست اهل روسیه است.
وی در مسابقات کشوری و بین‌المللی در مجموع برندهٔ ۴ مدال طلا، ۲ مدال نقره، ۴ مدال برنز شده‌است.